# Венди Фрејзер
Венди Катрина Фрејзер (енгл. Wendy Katrina Fraser; Букоба, 23. април 1963) је шкотска бивша хокејашица на трави, која је играла у репрезентацији Уједињеног Краљевства када је освојила бронзану медаљу у хокеју на трави на Љетњим олимпијским играма 1992. године у Барселони. Такође је учествовала у репрезентацији Уједињеног Краљевства на Љетњим олимпијским играма 1988. године у Сеулу.